# جبل جور (نيو يورك)
جبل جور، هو جبل يقع بالقرب من قرية نورث كريك في مقاطعة وارن بنيويورك، وتعتبر قمة هذا الجبل أعلى نقطة. يجاور جبل جور من الشمال جبل الجنوب، ومن الجنوب الغربي جبل علو الأرض. يعد الجبل بمثابة مكان منتجع التزلج الشهير منتجع تزلج جبل جور.

## تاريخ
يعود أصل تسمية جبل جور إلى كلمة «جور»، والتى تعني قطعة أرض على شكل مثلث، والتي ترتفع من خطوط المسح الأرضي الغير مغلقة. بقي الجبل غير خاضع للمسح الجغرافي خلال الفترات الأولي لاستيطان منطقة جبل أديرونداك لأنه كان يعتبر عديم الفائدة بالنسبة للمزارعين الأوائل وقاطعي الأشجار. إذ كان يعتبر شديد الارتفاع والانحدار مما يجعله غير مناسب للزراعة وقطع جذوع الأشجار التي تسحبها الخيول. وظل شكل الأرض «جور» كاسم عالق باسم جبل جور. 

## أماكن تجمعات المياه
يقع جبل جور داخل أماكن تجمعات المياه لنهر هدسون، والذي يصب في ميناء نيويورك. الناحية الجنوبية من جبل جور تصب في جدول الجبل الأسود، ومن ثم إلى جدول شاتيماك وجدول الشمال ونهر هدسون. المنحدرات الجنوبية الشرقية لجبل جور تصب في الجدول المستقسم، ومن ثم في جدول الشمال. المنحدرات الشمالية الشرقية لـجبل جور تصب في جدول الهدير، ومن ثم إلى جدول الشمال. المنحدرات الشمالية الغربية والغربية لـجبل جور. تصب في منابع الفرع الشرقي لنهر ساكانداغا، ومن ثم في نهر هدسون.

## تعدين العقيق

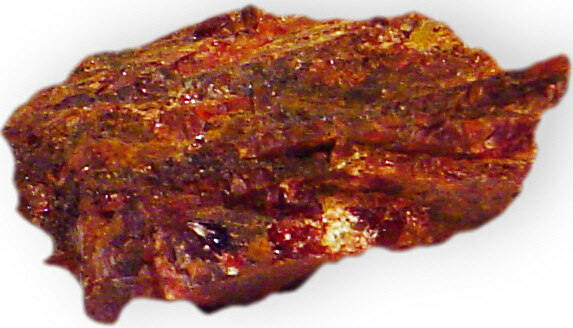
ركام العقيق (البيروب) من مناجم بارتون

العقيق الصناعي يتم التنقيب عنه في منجم بارتون للعقيق منذ عام 1878، وذلك عندما بدأ هنري هدسون بارتونفي تعدين العقيق لاستخدامه في صناعة أوراق الصنفرة.